# Štěpán Reinberger
Štěpán Reinberger (* 5. června 1981) je český basketbalista hrající Národní basketbalovou ligu za tým Mlékárna Kunín. Hraje na postu křídla. Je vysoký 201 cm, váží 100 kg.

## Kariéra
- 2001 - 2006 : BC Sparta Praha
- 2006 - 2007 : Mlékárna Kunín

## Statistiky
| Sezóna   | Soutěž      | Odehrané minuty | Průměr na zápas | Body | Průměr na zápas |
| -------- | ----------- | --------------- | --------------- | ---- | --------------- |
| 2000/01  | Mattoni NBL | 126.1           | 6.6             | 17   | 0.9             |
| 2001/02  | Mattoni NBL | 106.7           | 5.9             | 35   | 1.9             |
| 2003/04  | Mattoni NBL | 445.9           | 19.4            | 193  | 8.4             |
| 2004/05  | Mattoni NBL | 745.0           | 23.3            | 317  | 9.9             |
| 2004/05  | Český pohár | 64.6            | 21.5            | 23   | 7.7             |
| 2005/06  | Mattoni NBL | 745.0           | 26.6            | 292  | 10.4            |
| 2006/07* | Mattoni NBL | 340.1           | 17.9            | 107  | 5.6             |

 *Rozehraná sezóna - údaje k 20.1.2007